# Robatayaki

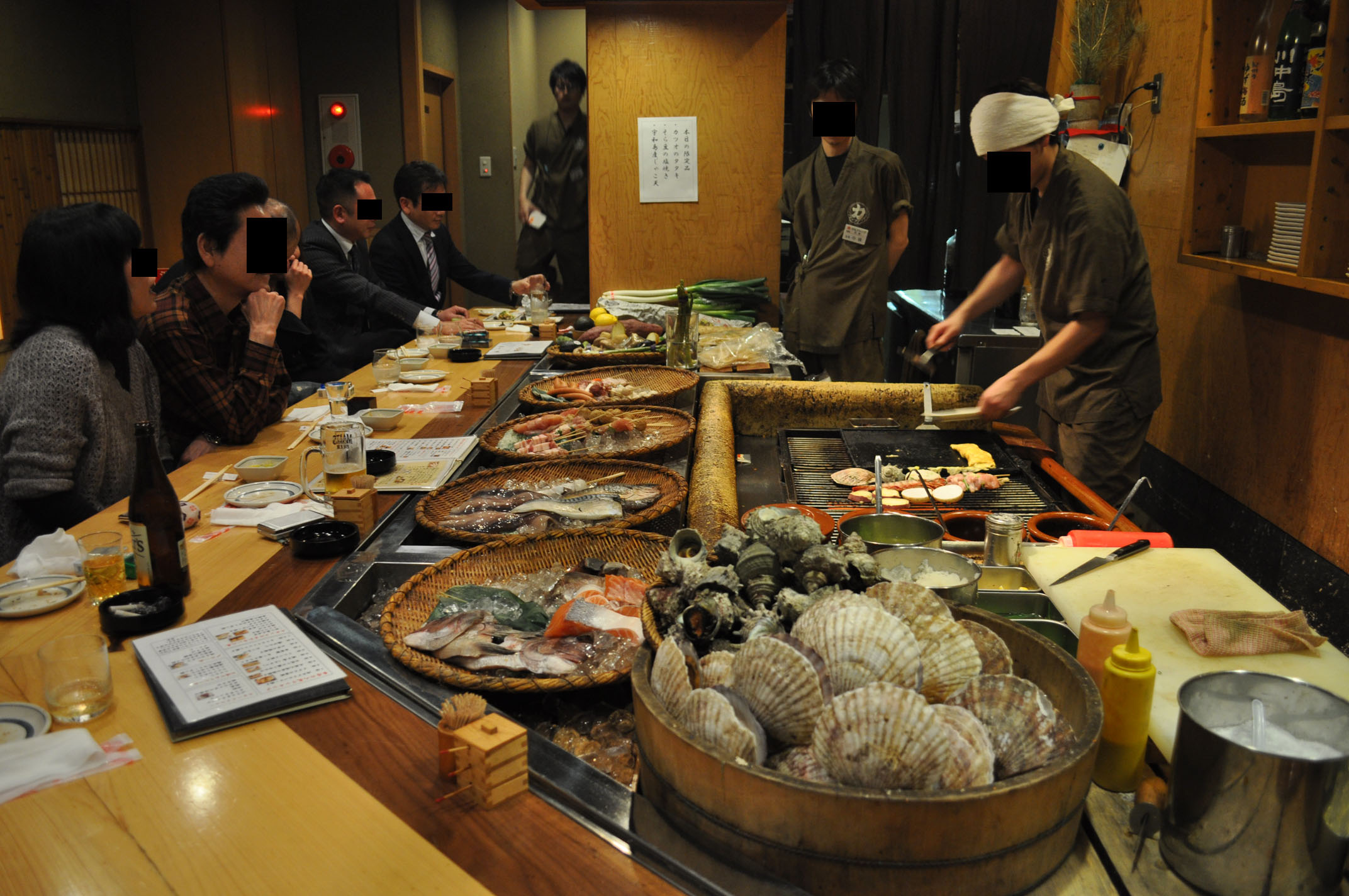
Robatayaki

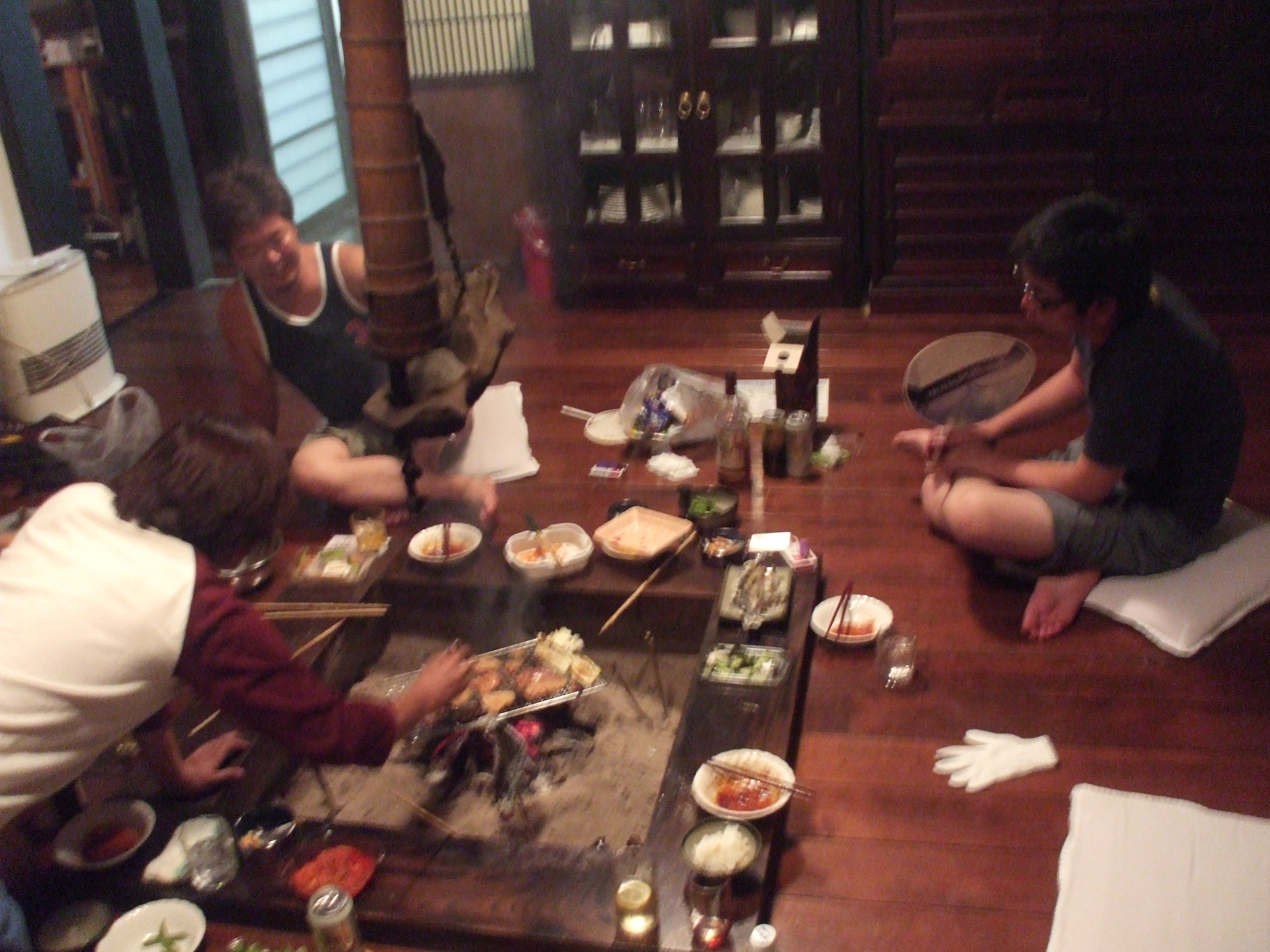
Eingelassener Irori-Herd

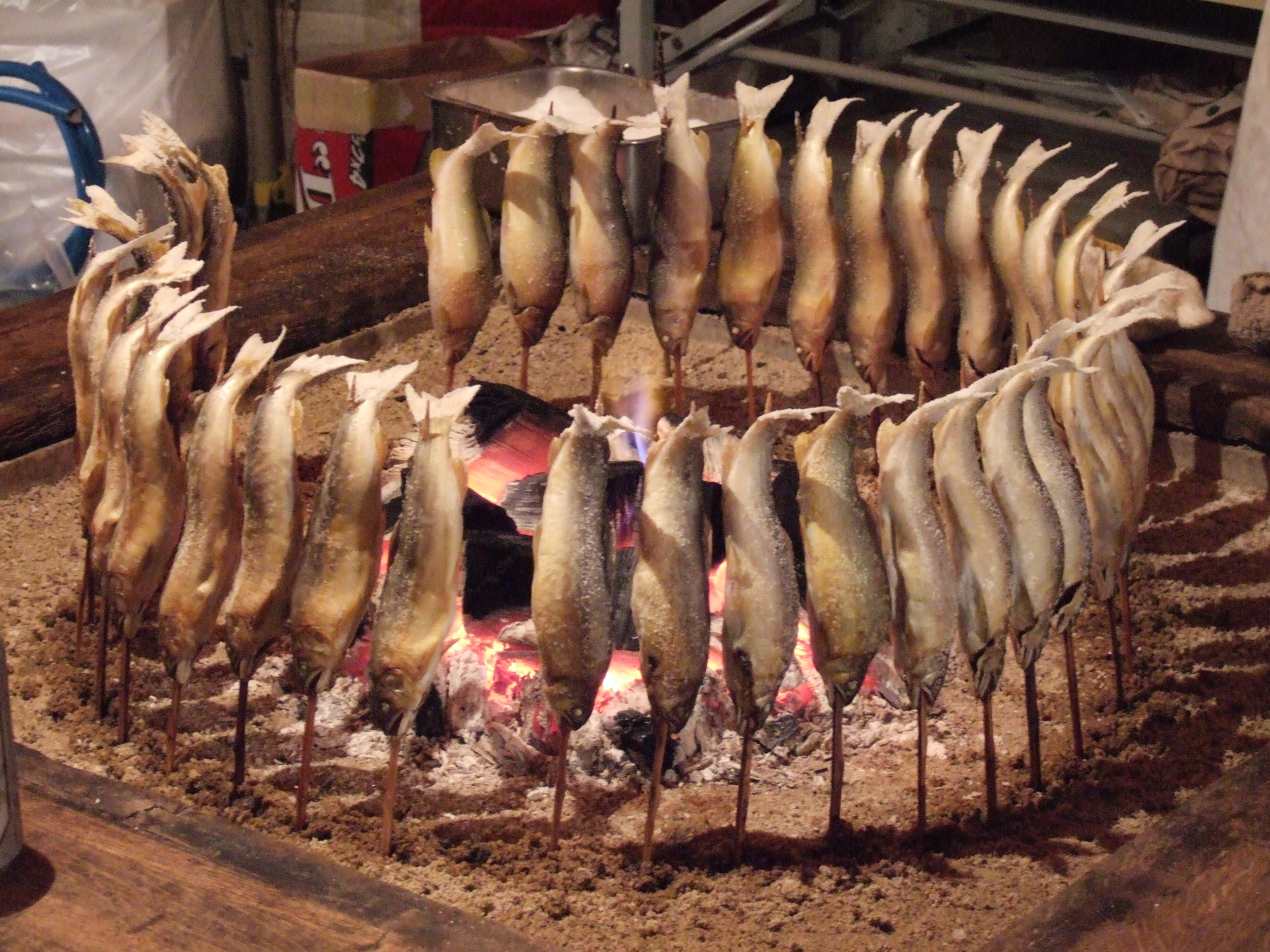
Ayu-Fisch auf Robatayaki-Art im Sandbett gegrillt

Robatayaki (japanisch 炉端焼き) ist eine Grillmethode in speziellen japanischen Restaurants, wo die Gäste direkt am Grillherd sitzen, der dem ländlichen japanischen Irori nachempfunden ist, jedoch auf eine wohnlichere Art. Der traditionelle „versunkene“ Irori-Herd ist eine rechteckige Öffnung im Holzfußboden, die mit Sand und glühender Holzkohle gefüllt ist, man sitzt am Fußboden um den Herd herum. In einem Robatayaki-Restaurant ist der Grillherd in eine Theke eingebaut und die Gäste sitzen auf Stühlen. In vielen Robatayaki-Restaurants ist der (Irori-)Herd in ein erhöhtes Podest eingelassen, sodass die Köche auf den Knien oder im Schneidersitz wie an einem traditionellen „versunkenen“ Irori arbeiten. Das Essen wird auf langen Paddeln serviert.
Robata (炉端), bedeutet wörtlich auf Japanisch, „Feuerstelle“ und robata-yaki demnach „Feuerstellen-Grillen“. Teils werden auch die Grillgerichte selber robatayaki genannt (auch kurz robata). Die Restaurants, die sich auf diese Grillmethode spezialisiert haben, heißen robatayaki-ya, es gibt sie mittlerweile weltweit. Sie bieten neben Fischgerichten viele verschiedene Grillgerichte an, je nach Geschmack und Erfahrung des Kochs und den Forderungen der Kunden.
Ein Robatayaki-Restaurant bietet auch einen gewissen Unterhaltungsfaktor für die Besucher, inmitten einer Geräuschkulisse von Schreien und Rufen des Servicepersonals und der Köche. Das laute „Hallo! – Willkommen! – Hinsetzen!“ ist die Norm in solchen Restaurants, ebenso wie eine spezielle Klatsch-Zeremonie der Köche bei jedem Schichtwechsel.

## Robatayaki-Methode
In den robatayaki-ya befindet sich vor dem „Herdgrill“ eine große Theke, auf der verschiedene Grillzutaten zur Auswahl ausliegen. Die Gäste sitzen direkt an der Theke und sagen dem Koch, was sie gegrillt haben möchten. Der Koch entnimmt die gewählten Zutaten und bereitet sie vor den Augen der Gäste zu. Wenn eine Bestellung fertig ist, reicht der Koch sie auf einer Art langstieligen Holzschaufel über die Theke an den Kunden weiter. Dazu werden Bier und Sake als Getränk serviert.
Typische Gerichte, die in den robatayaki-ya angeboten werden, sind beispielsweise Kara-yaki (Schalentiere in der Schale), Yaki-niku (Grillfleisch), Yaki-onigiri (gegrilltes Reisklößchen), Yaki-tori (gegrilltes Hähnchenfleisch), Yaki-yasai (Grillgemüse) und Yaki-zakana (Grillfisch), außer gegrillten Garnelen, Fisch, Fleisch usw. auch Nasu (Aubergine) und Jagaimo (Kartoffel).